# Eumerus coeruleithorax
Eumerus coeruleithorax är en tvåvingeart som beskrevs av Peck 1969. Eumerus coeruleithorax ingår i släktet månblomflugor, och familjen blomflugor. Inga underarter finns listade i Catalogue of Life.